# (15003) Midori
(15003) Midori ist ein Asteroid des Hauptgürtels, der am 5. Dezember 1997 vom japanischen Astronomen Takao Kobayashi am Oizumi-Observatorium (IAU-Code 411) in der japanischen Präfektur Gunma entdeckt wurde.
Der Himmelskörper wurde am 27. April 2002 nach der japanischen Violinistin Midori Gotō (* 1971) benannt, die bereits als Elfjährige mit dem New Yorker Philharmoniker debütierte und seit 2004 als Professorin für Violine am Jascha-Heifetz-Lehrstuhl für Musik an der Thornton School of Music (University of Southern California) lehrt.